# Лясовяки
Лясовяки (пол. Lasowiacy) — субэтническая группа малополян, населяющая территорию Тарнобжегской равнины и Кольбушовского плато. В Подкарпатском воеводстве, в
районе слияния Сан и Вислы.

## История
Лясовяки сформировались как отдельная субэтническая группа в XIX веке. Сандомирский лес, один из самых больших лесов на юге Польши, в течение многих веков был малонаселённым. В середине XIV века король Казимир III основал несколько городов, расположенных на опушке леса. В XVI веке сюда стали прибывать переселенцы из Мазовии, основав несколько деревень (например, Мазуры). Кроме того, в XVI и XVII веках по королевскому приказу лес заселяли военнопленные из нескольких стран, таких как Шведская империя, Крымское ханство, Великое княжество Московское, Османская империя, Русское государство, Великое княжество Литовское, Валахия, а также немецкие наемники, служившие в армиях разных государств.

## Язык
Лясовякский говор (пол. gwara lasowiacka или пол. gwara lasowska) относится к малопольскому диалекту польского языка. С тех пор как лес был заселен мазовшанами, говор приобрел несколько особенностей мазовецкого диалекта, такое как мазурение.